# Silviya Miteva
Silviya Dimitrova Miteva (en bulgare : Силвия Димитрова Митева) est une gymnaste rythmique bulgare née le 24 mars 1986 à Roussé.

## Palmarès

### Championnats du monde
- Mie 2009
  -  médaille de bronze au ruban.
- Montpellier 2011
  -  médaille de bronze au ruban.
  -  médaille de bronze aux massues.

### Championnats d'Europe
- Minsk 2011
  -  médaille de bronze au ruban.
- Vienne 2013
  -  médaille de bronze au ballon.
  -  médaille de bronze au ruban.

### Jeux mondiaux
- Kaohsiung 2009
  -  médaille de bronze au cerceau.

### Universiade
- Kazan 2013
  -  médaille de bronze au ruban.